# Christus-König-Statue (Świebodzin)

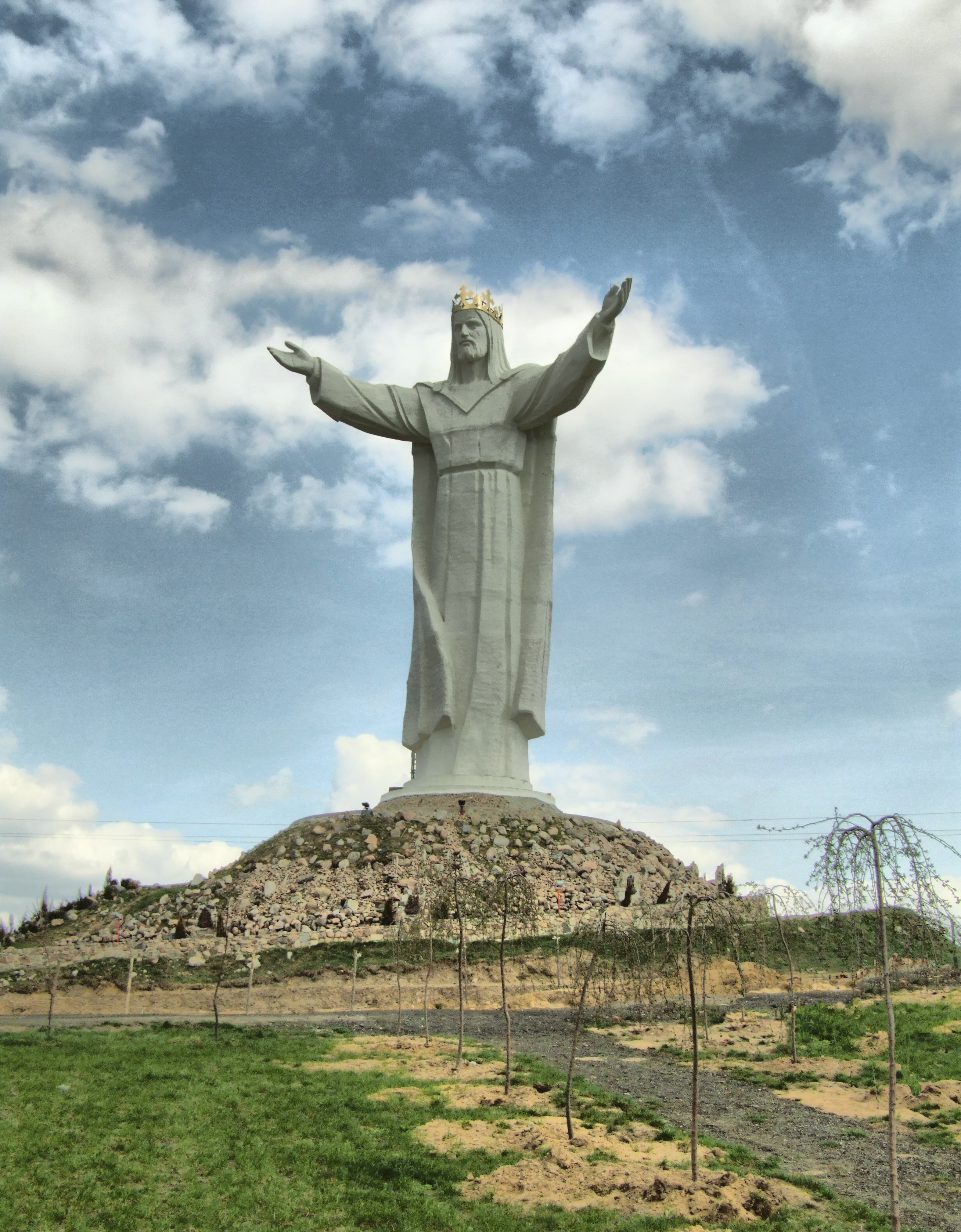
Christus-König-Statue in Świebodzin (2011)

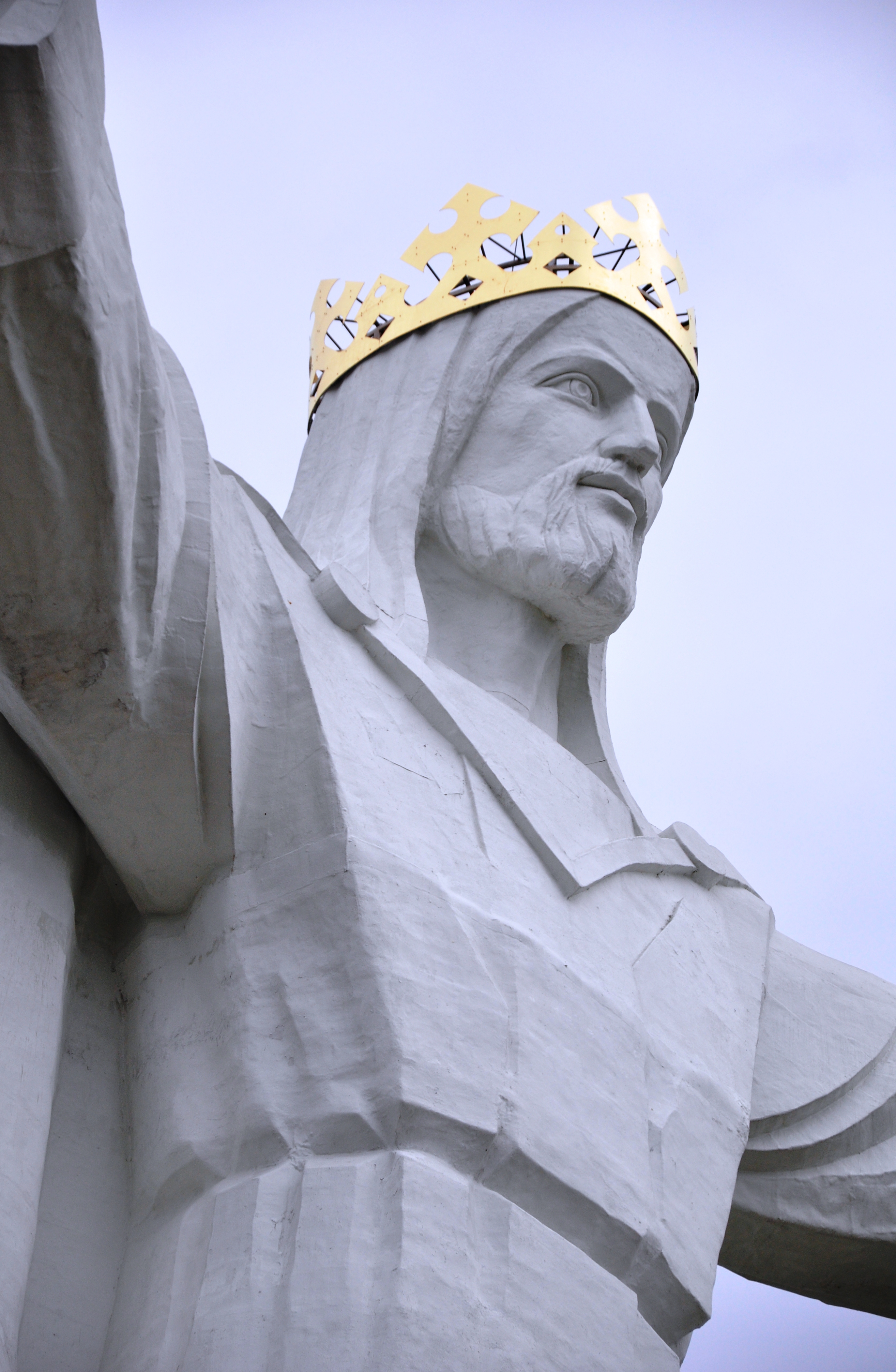
Nahaufnahme der Christus-König-Statue

Die Christus-König-Statue (polnisch Pomnik Chrystusa Króla) ist eine monumentale Christusfigur in Świebodzin (dt. Schwiebus) in der Woiwodschaft Lebus im Westen Polens. Sie wurde 2010 auf einem gut 16 Meter hohen aufgeschütteten Hügel errichtet und misst – inklusive der drei Meter hohen Krone – 36 Meter. Damit war sie bis 2022 weltweit die höchste Christusfigur und sechs Meter höher als die Christus-Erlöser-Statue in Rio de Janeiro. Die Christusstatue Cristo Protetor („Christus, der Beschützer“) übertrifft die Christus-König-Statue um eineinhalb Meter.

## Geschichte
Die Schaffung dieser Statue war die kolossale Ambition des örtlichen Gemeindepfarrers Sylwester Zawadzki, der wegen seiner allgemeinen Bauaktivitäten von seinen Priesterkollegen den Spitznamen „Ksiądz Budowniczy“ (übersetzt: „Baupfarrer“) bekam.
Die Statue wurde vom polnischen Bildhauer Mirosław Kazimierz Patecki aus Przybyszów entworfen. Christus König gilt als Schutzpatron sowohl der Stadt als auch der Pfarrkirche. Fertiggestellt wurde die Statue am 6. November 2010. Am 21. November 2010 weihte sie der Bischof von Zielona Góra-Gorzów, Stefan Regmunt, in Anwesenheit des emeritierten Erzbischofs von Breslau, Henryk Roman Kardinal Gulbinowicz, während einer Heiligen Messe ein. Kardinal Henryk Roman Gulbinowicz sprach als Hauptzelebrant der Heiligen Messe während der Feierlichkeiten folgende Worte: „Auf der Landkarte von Polen und von Europa erschien Świebodzin. Christus hat offene Arme für Euch und für die ganze Welt!“

## Baudaten
Die ca. 440 Tonnen schwere Statue ist weithin sichtbar und wurde unweit vom Zentrum der Stadt Świebodzin auf einem 16,5 Meter hohen künstlichen Hügel aus Erde und Steinen errichtet. Die Blickrichtung der Christus-König-Statue ist nach Westen ausgerichtet. Der Hügel ist von fünf Ringen umgeben; diese Ringe stehen symbolisch für die erlösende Rolle Christi auf den fünf Kontinenten der Erde.
Durch die Aufschüttung des Geländes wird eine Gesamthöhe von 52,5 Metern erreicht. Die Statue selbst ist 33 Meter hoch und symbolisiert damit die 33 Lebensjahre Jesu. Auf dem 15 Tonnen schweren und 4,5 Meter großen Kopf befindet sich eine 3 Meter hohe vergoldete Krone. Sie soll auf die drei Jahre seines öffentlichen Auftretens hinweisen.
Mit ihren sich der Menschheit öffnenden Armen ist die Statue 24 Meter breit. Die Hände sind je 2–3 Meter lang. Die Figur wurde aus einem mit Stahlnetzen bewehrtem Sichtbeton gefertigt. Sie ist innen hohl.
Verantwortlich für das Konstruktionsprojekt waren Mikołaj Kłapoć und Jakub Marcinowski von der Universität Zielona Góra. Die Elemente des Gewandes der Statue wurden von Tomasz Stafiniak aus Brójce ausgeführt. Die Entwürfe der Fundamente stammen von Marian Wybraniec aus Świebodzin. Sämtliche Konstruktionsentwürfe lieferten Krzysztof Nawojski und Roman Sobociński aus Świebodzin. Die Ausführung der Konstruktionen übernahm die Firma ANKO unter der Leitung von Andrzej Kołodyński aus Świebodzin.
Die Baukosten wurden ausschließlich durch Spenden gedeckt. Ihre Höhe variiert je nach Quelle zwischen einer Million Euro und zusätzlichen Sachspenden bis 3,5 Millionen Euro.

## Umgebung
In der unmittelbaren Umgebung der Statue entstehen aktuell die Świebodziner Gärten mit Rosenkranzpfaden. So entstand ein Ort der Besinnung und zum Gebet; gleichzeitig dient er der Ruhe und Erholung. Zu den Füßen der Statue gibt es einen Kreuzweg mit Kreuzwegstationen.

## Kontroverse um Beisetzung
Prälat Sylwester Zawadzki hatte in seinem Testament verfügt, dass sein Herz zu Füßen der Christusstatue bestattet werden solle (Herzbestattung), denn er betrachtete die Realisierung des Monuments als sein größtes Werk. Diesen Wunsch erfüllte ihm sein Nachfolger, als Zawadzki im Frühjahr 2014 verstorben war. Das Herz wurde im Beisein einiger Dutzend Gläubiger mit Pfarrer Zygmunt Zimnawodas Segen in einer Schatulle in dem Fundamenthügel bestattet. 
Das hatte allerdings gravierende Folgen, da nach polnischem Recht Bestattungen nur auf Friedhöfen und andernorts nur mit gesonderter Genehmigung erfolgen dürfen. Das zuständige Gericht sprach den Pfarrer einer Ordnungswidrigkeit ohne weitere Strafe schuldig. Daraufhin beantragte Zimnawoda seine Versetzung, ab 13. Juli 2014 leitete er keine Gottesdienste mehr in Świebodzin. Gegen die beiden Ärzte, die das Herz entnommen hatten, wurde ein Strafverfahren eröffnet; der Leiter der Klinik verzichtete freiwillig auf seinen Posten.

## Filmischer Bezug
Der polnische Film Die Maske (2018) (Originaltitel: Twarz) nimmt starken Bezug zur Errichtung der Statue und den sie umgebenden gesellschaftlichen Hintergründen. 

## Galerie

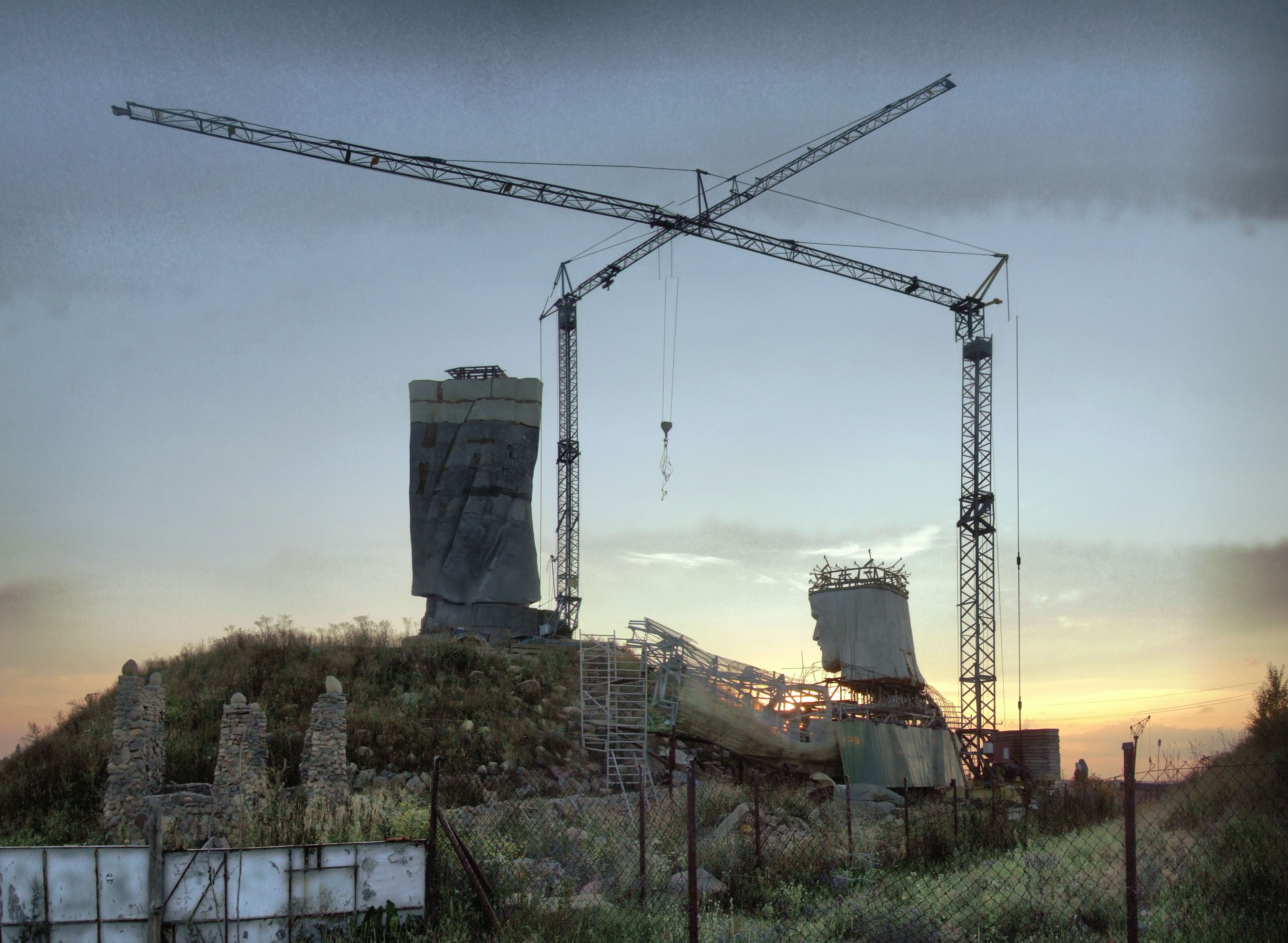
Im Bau, August 2010
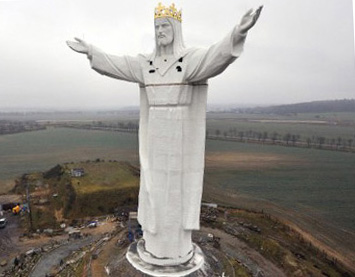
Kurz vor Fertigstellung, November 2010
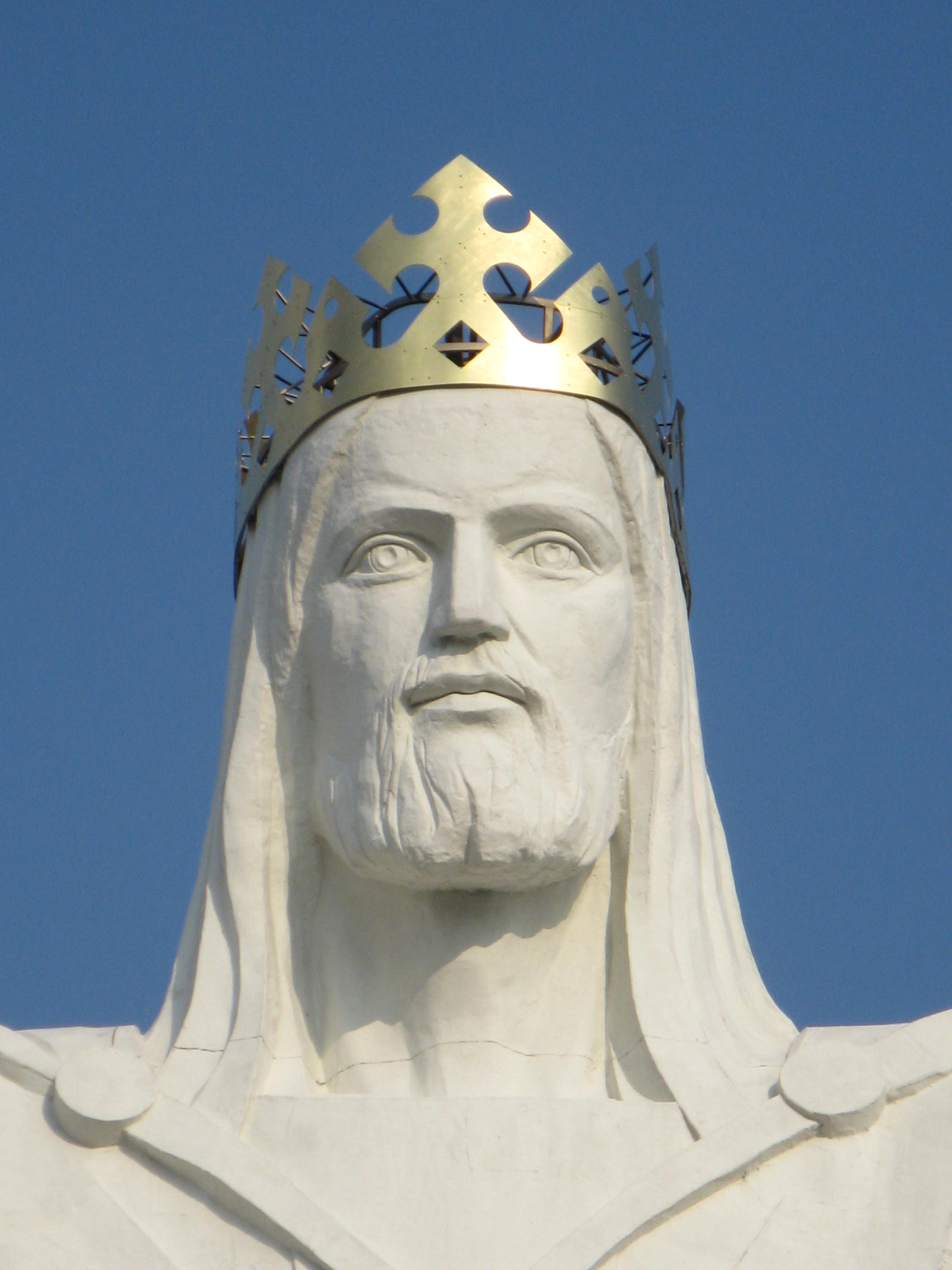
Haupt und Krone, April 2011
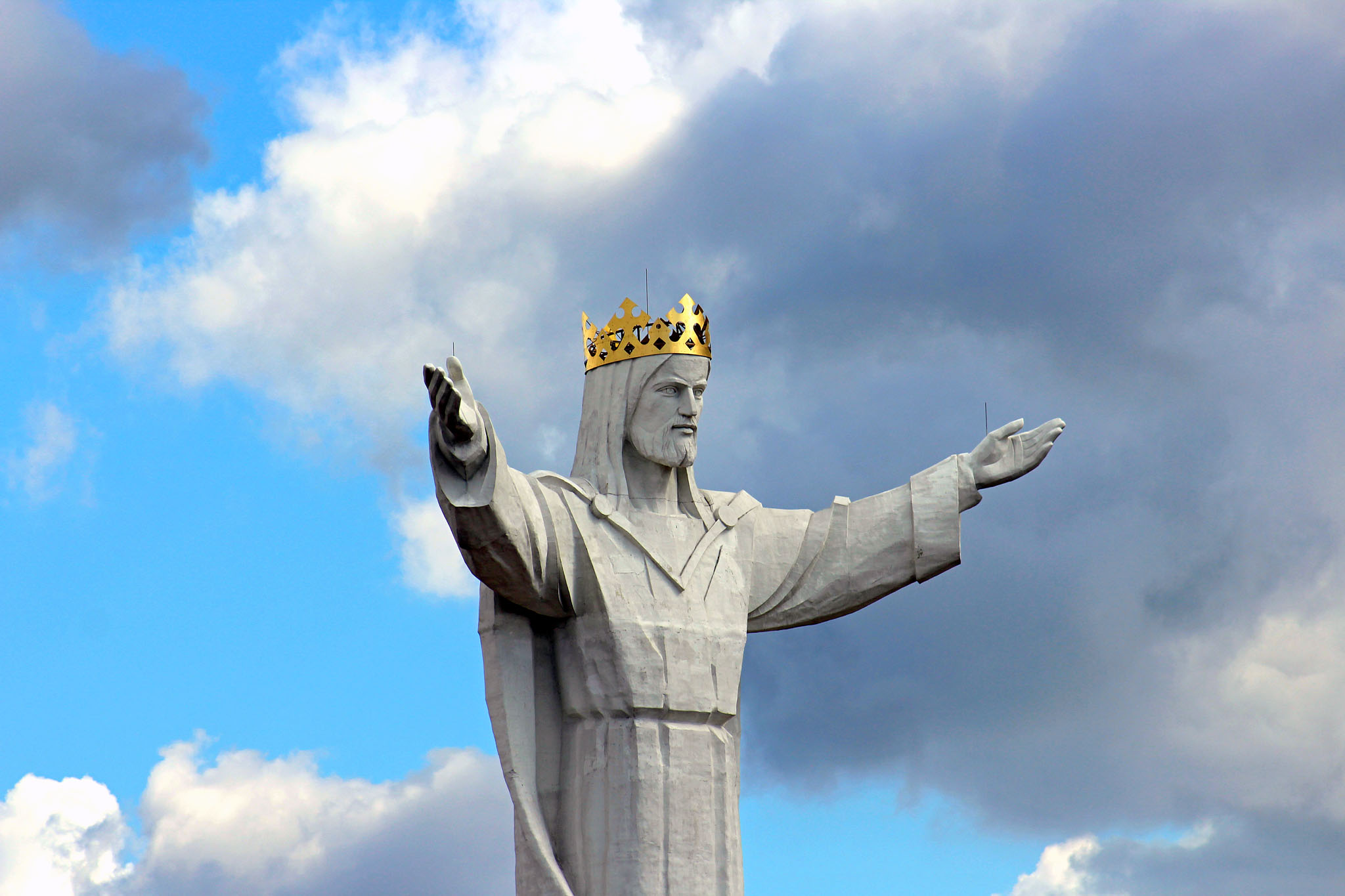
Detail der Christus-König-Statue, Aug. 2013
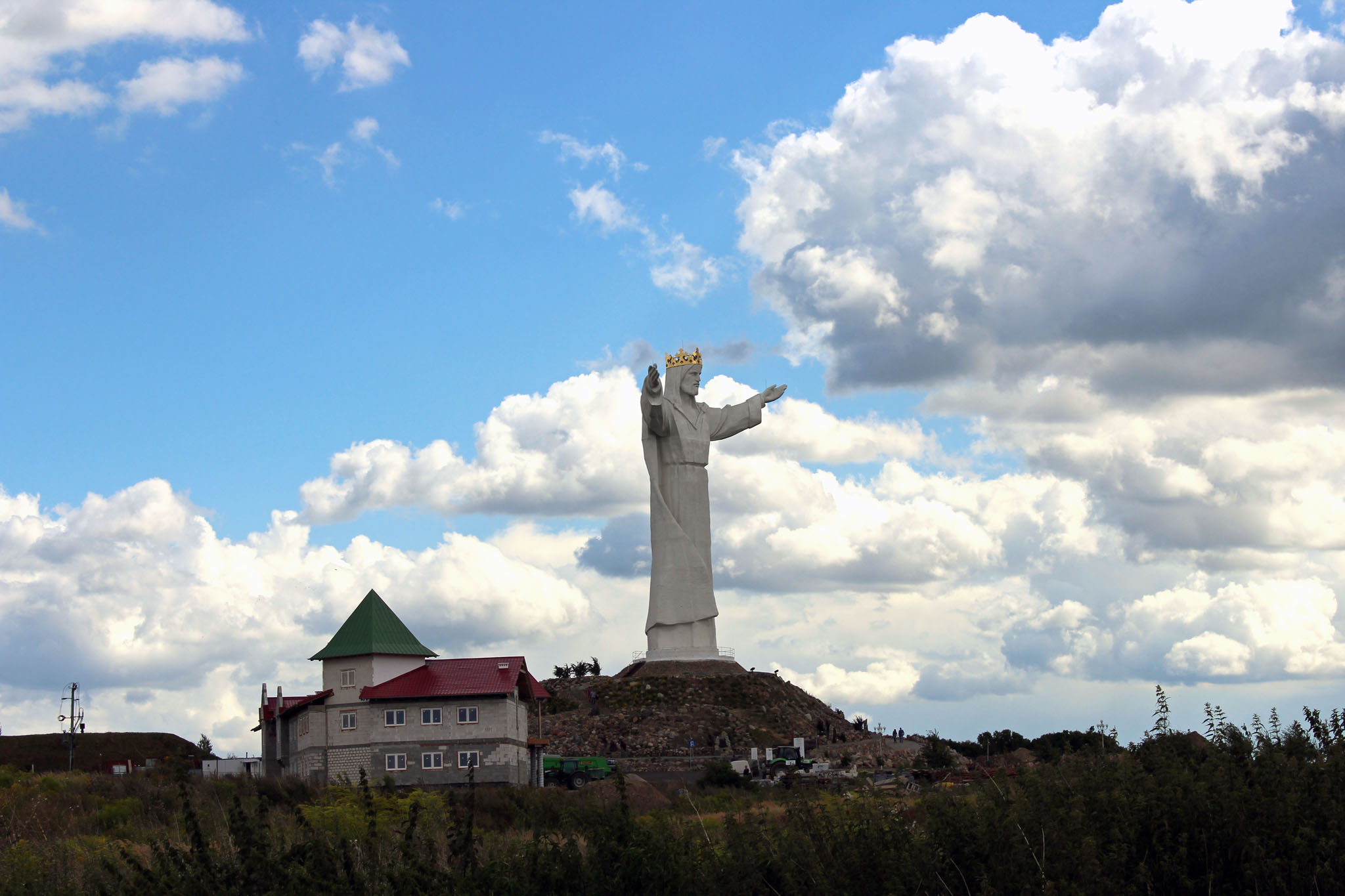
Statue mit Umgebung, Aug. 2013
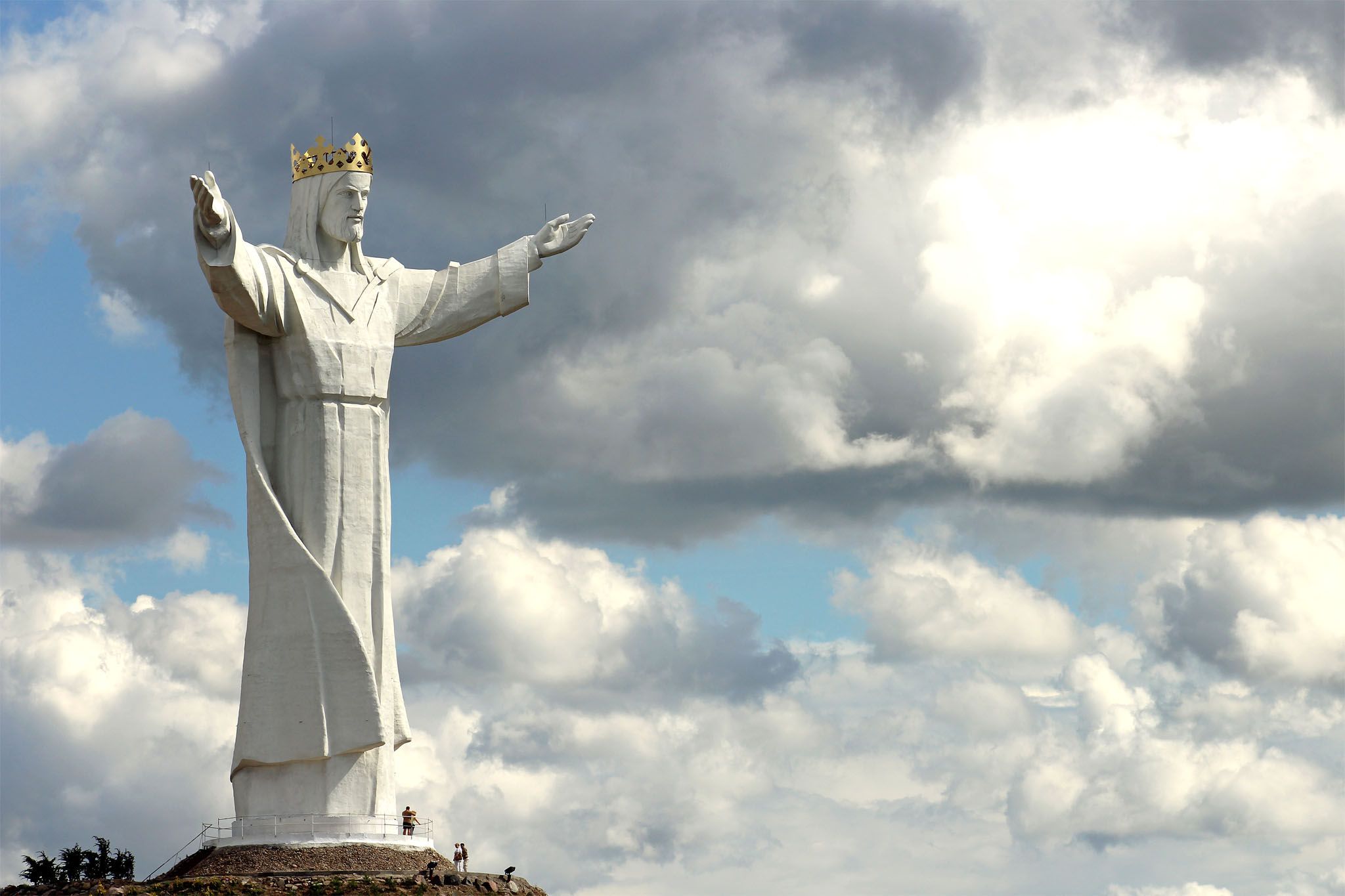
Statue mit Besuchern, Aug. 2013
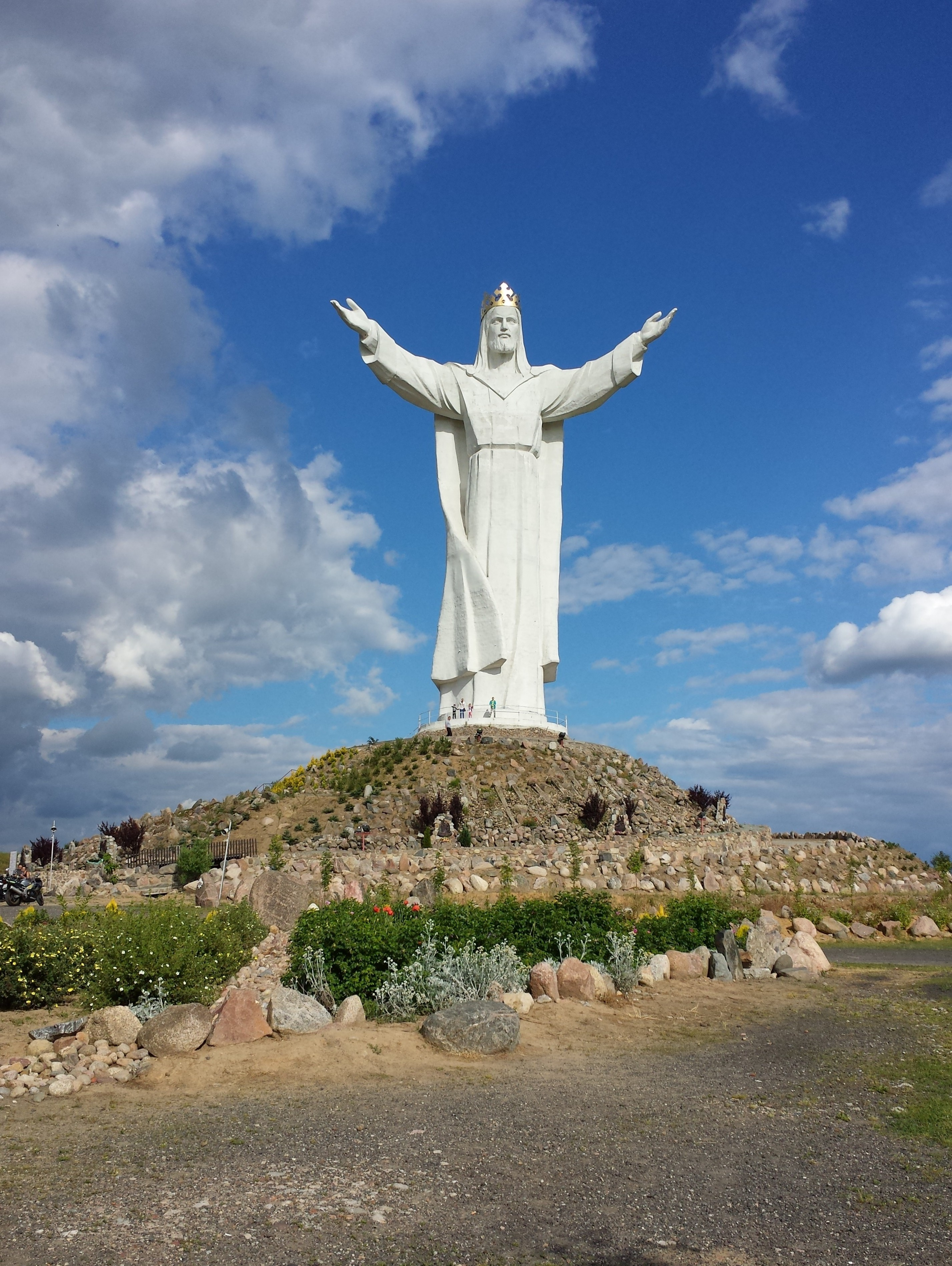
Die Statue, Juni 2014
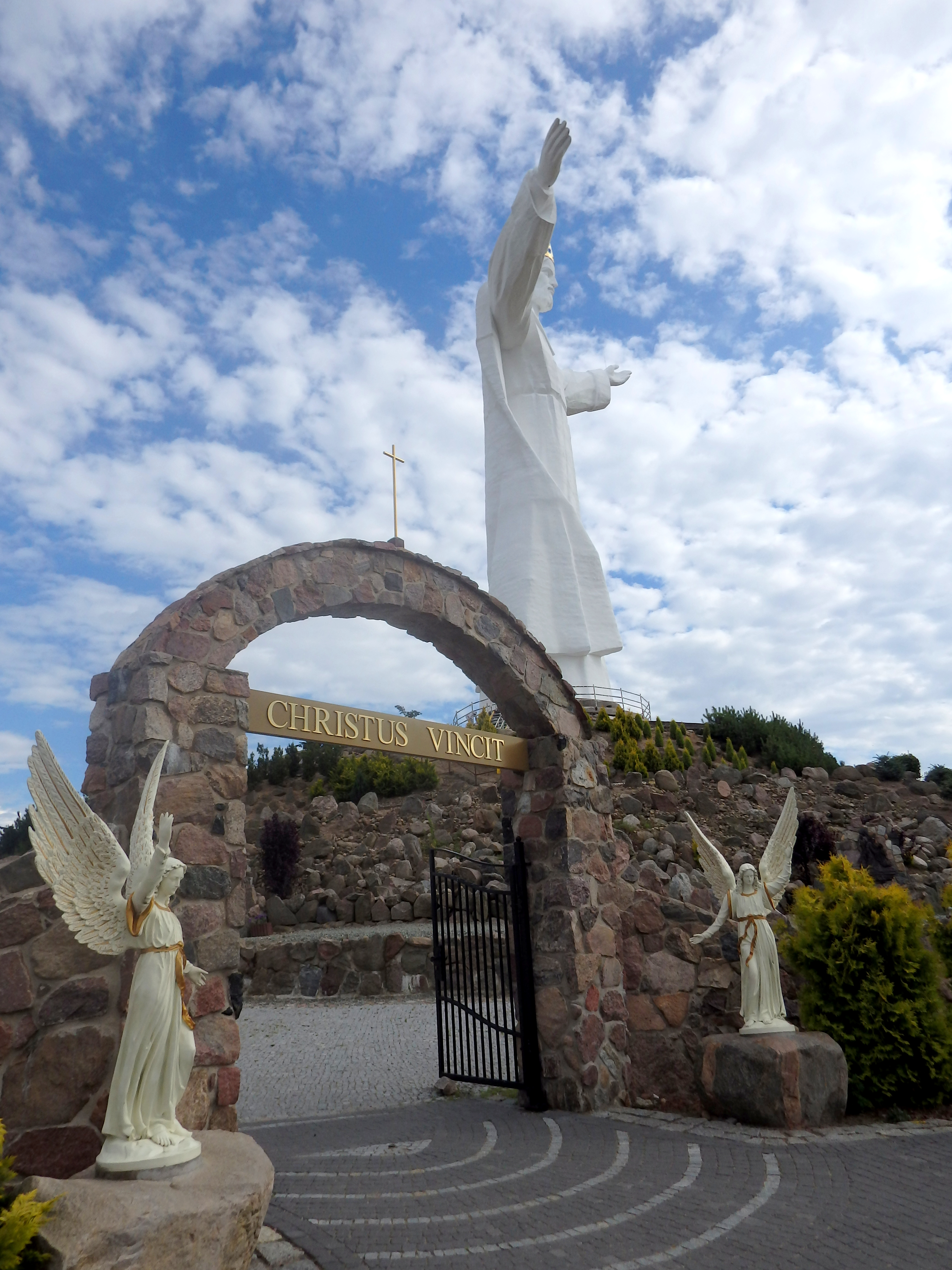
Eingangstor zum Monument, Juli 2015
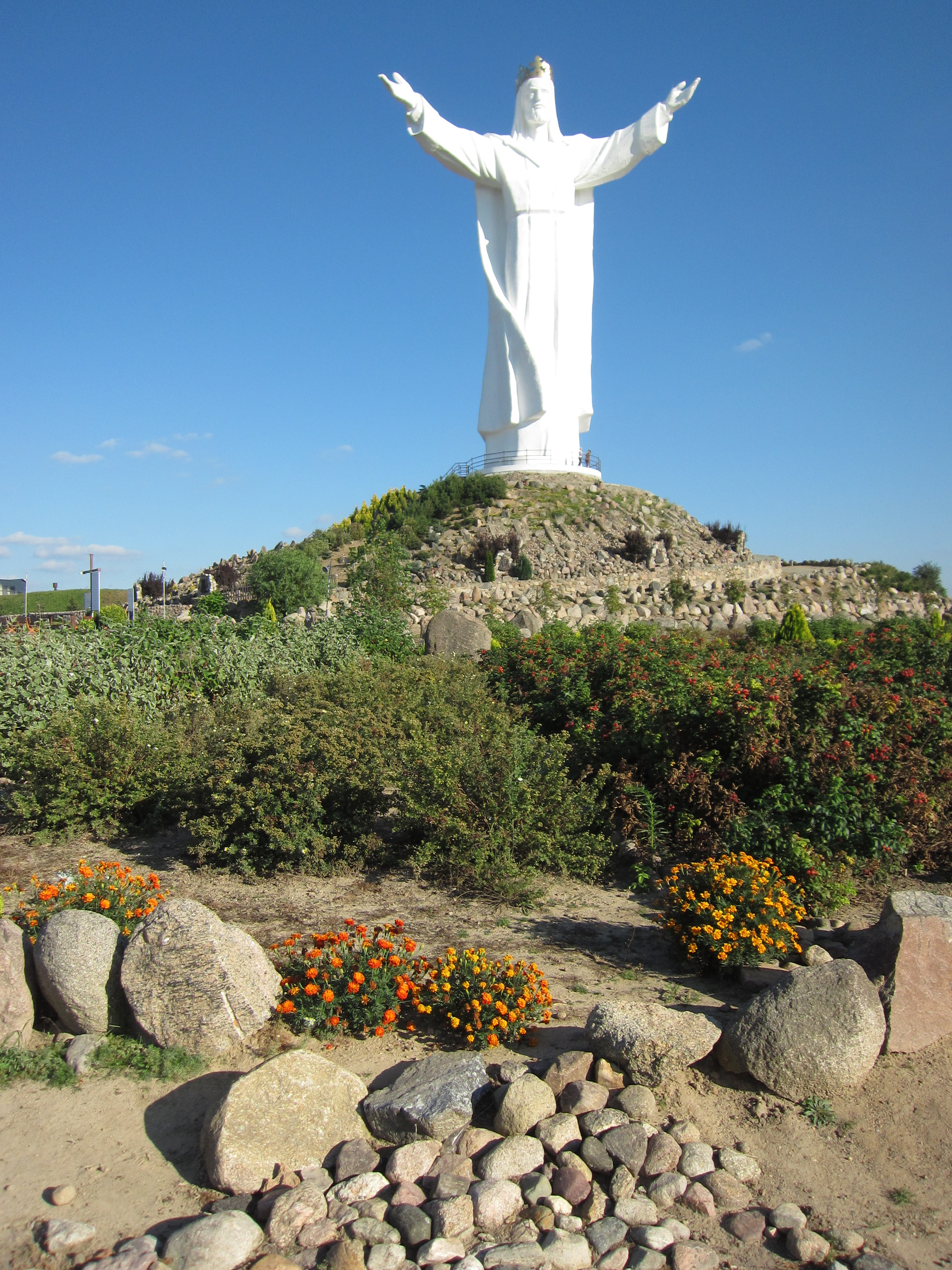
Die Statue, Sept. 2016
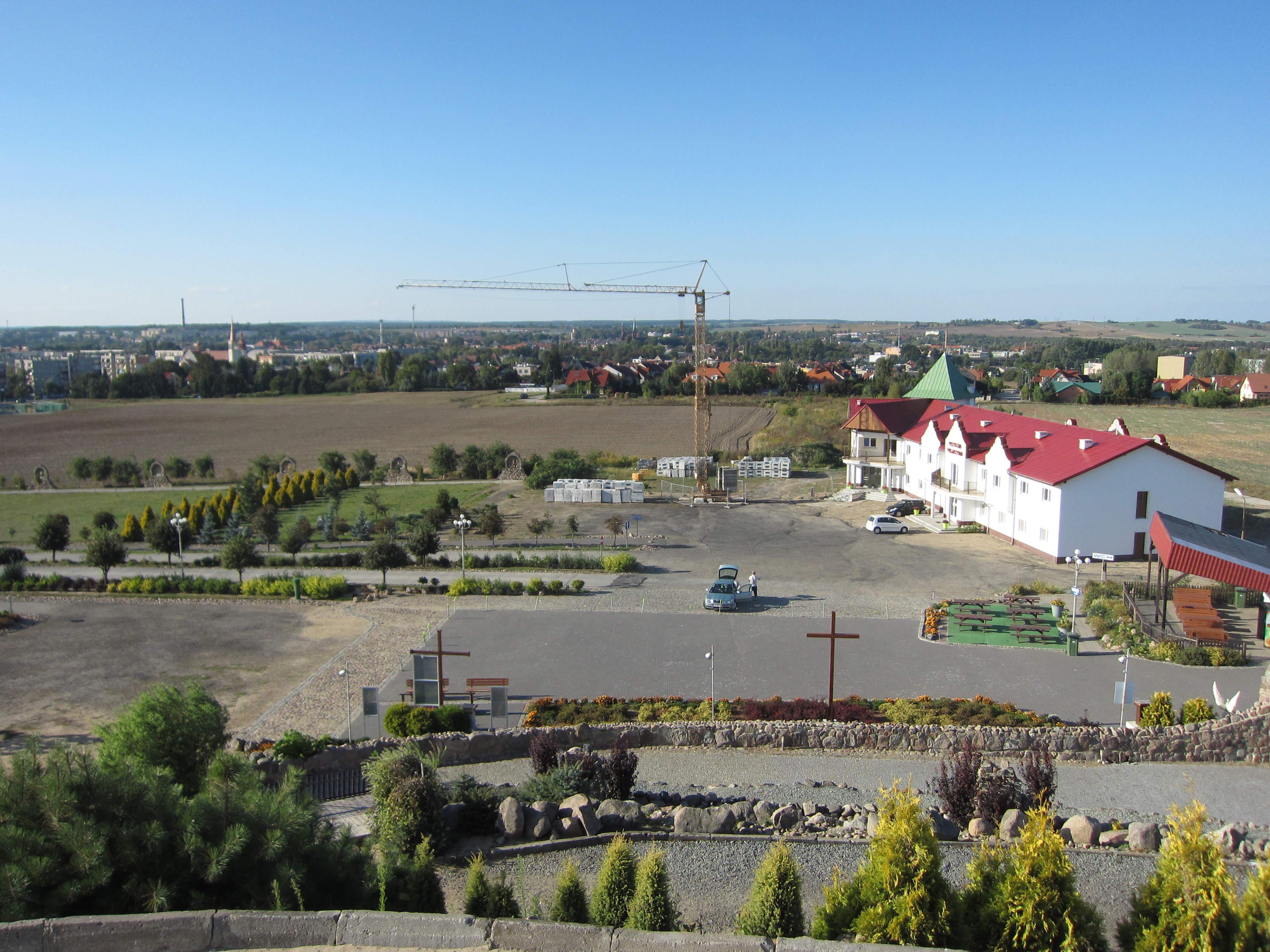
Blick von der Statue auf Świebodzin, Sept. 2016
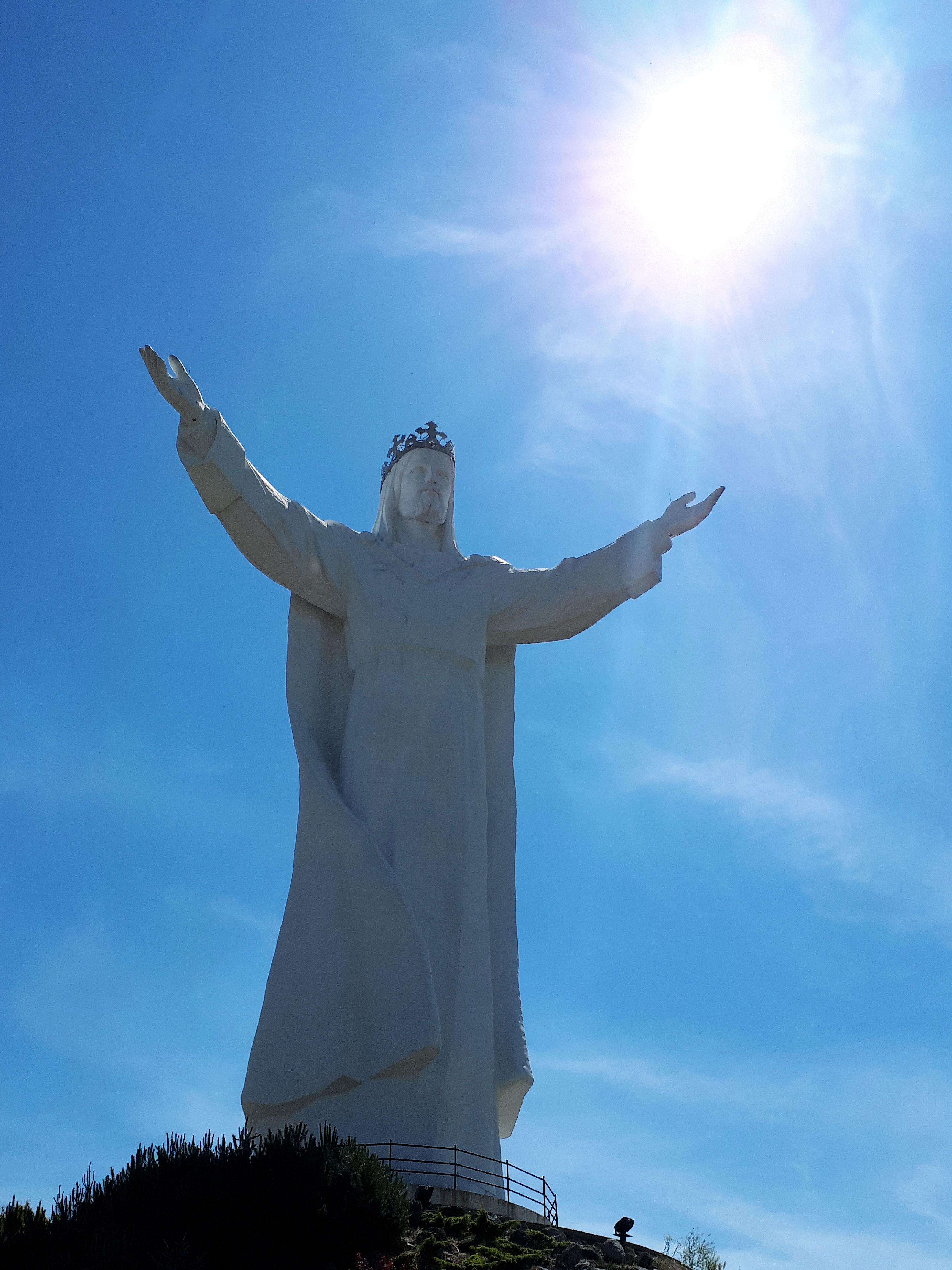
Christus-König-Statue in Świebodzin im Juni 2019
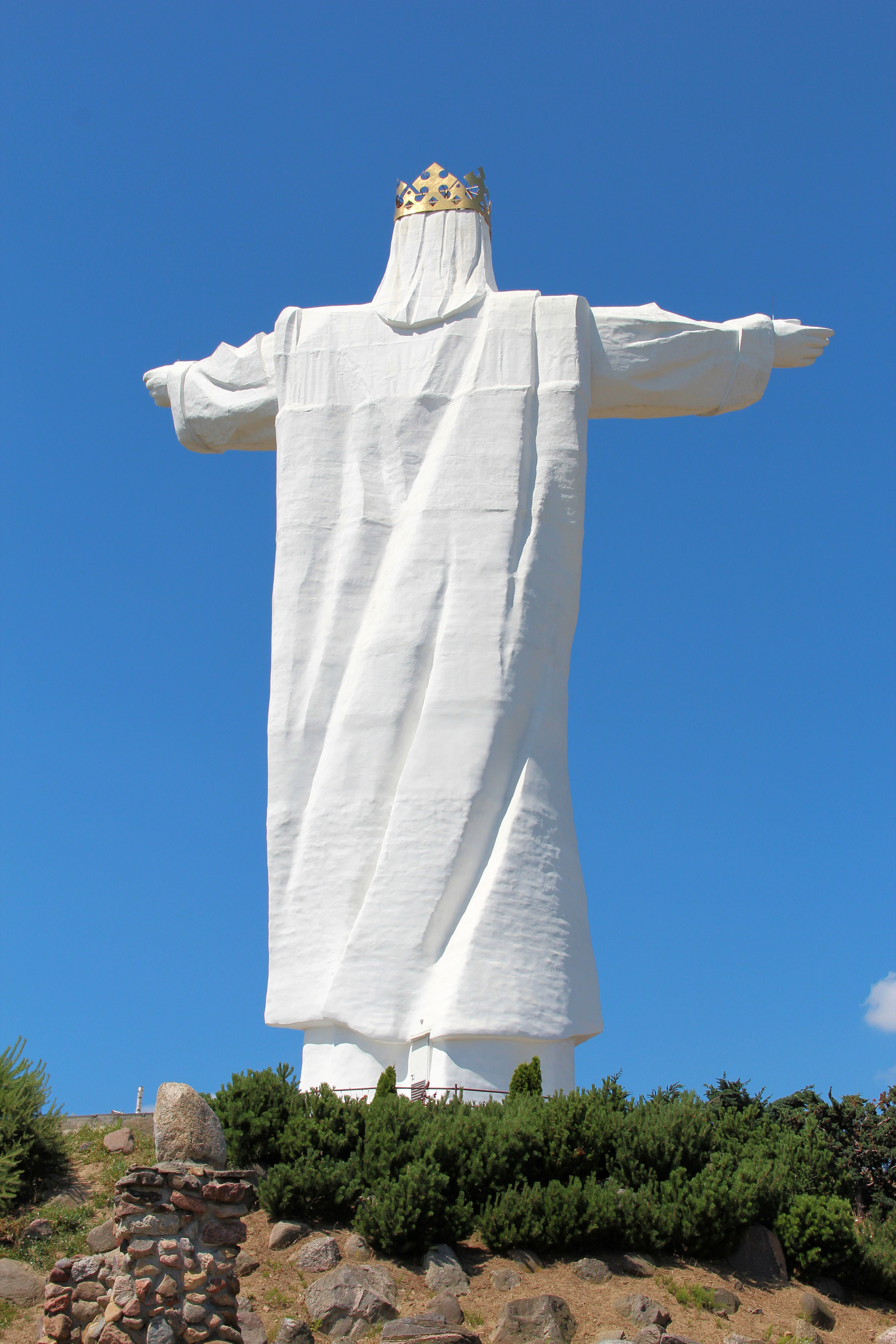
Die Rückseite der Christus-König-Statue 2019
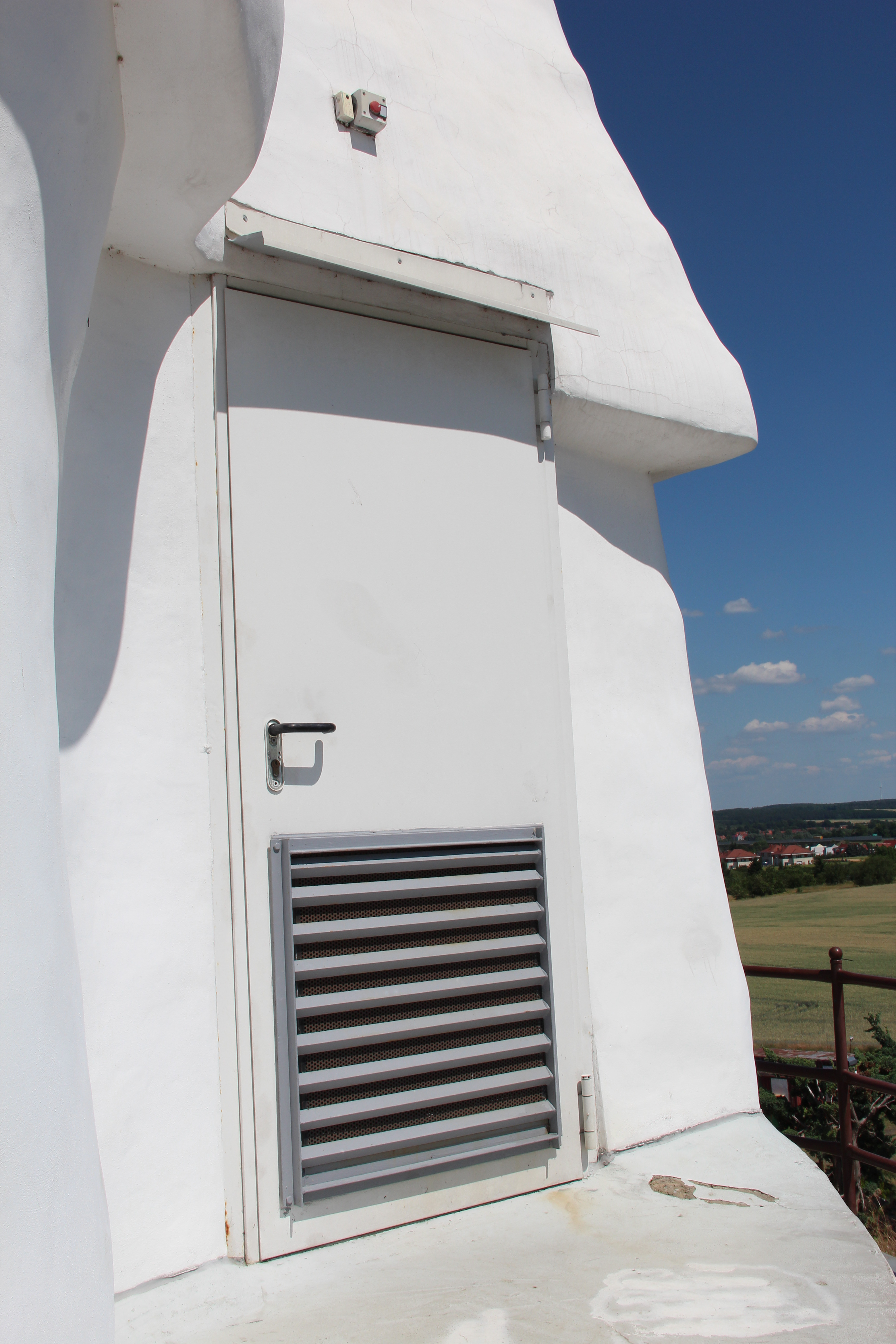
Nicht öffentlich zugängliche Tür in das Innere der Statue
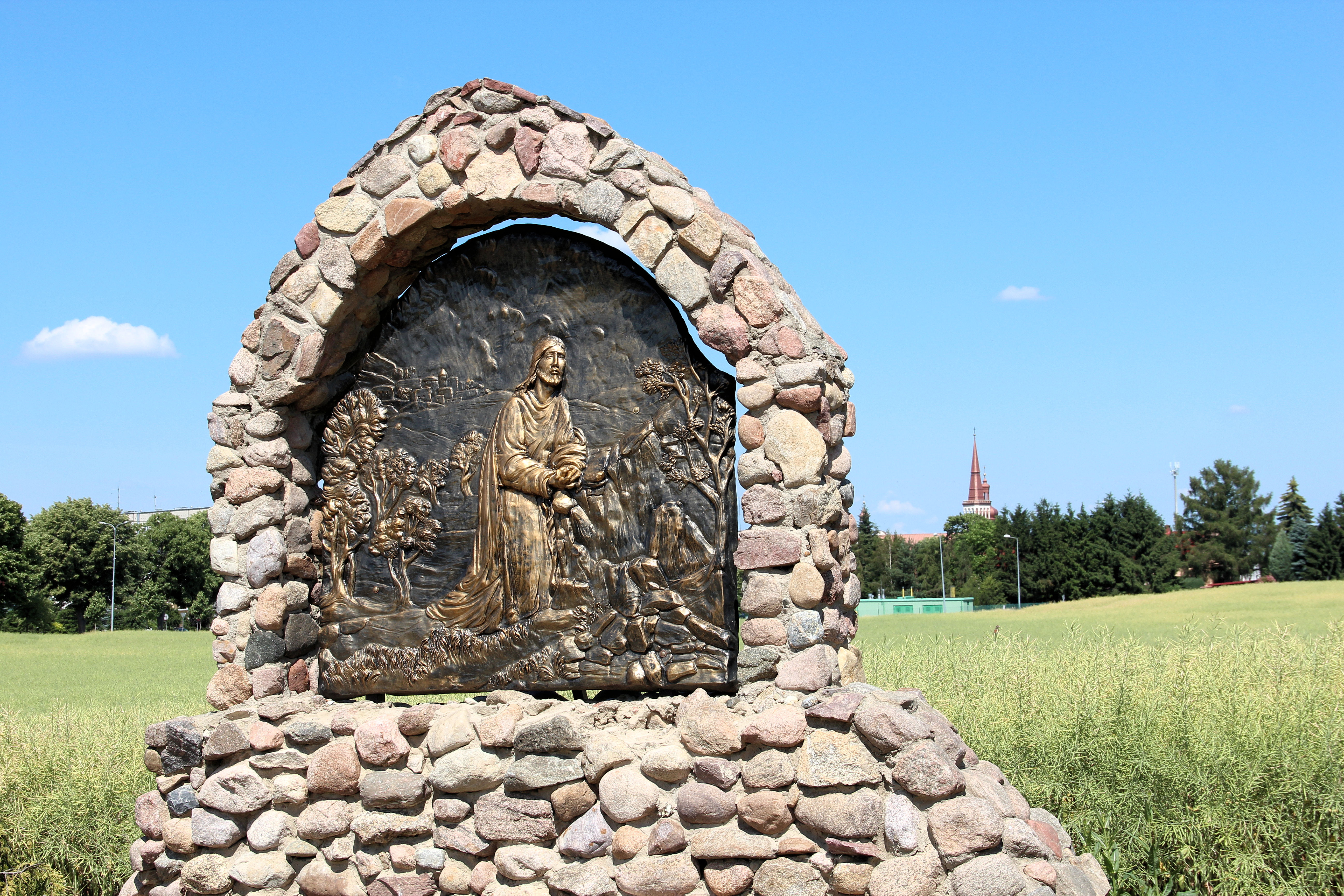
Eine Station am Rosenkranzpfad vor dem Monument 2019
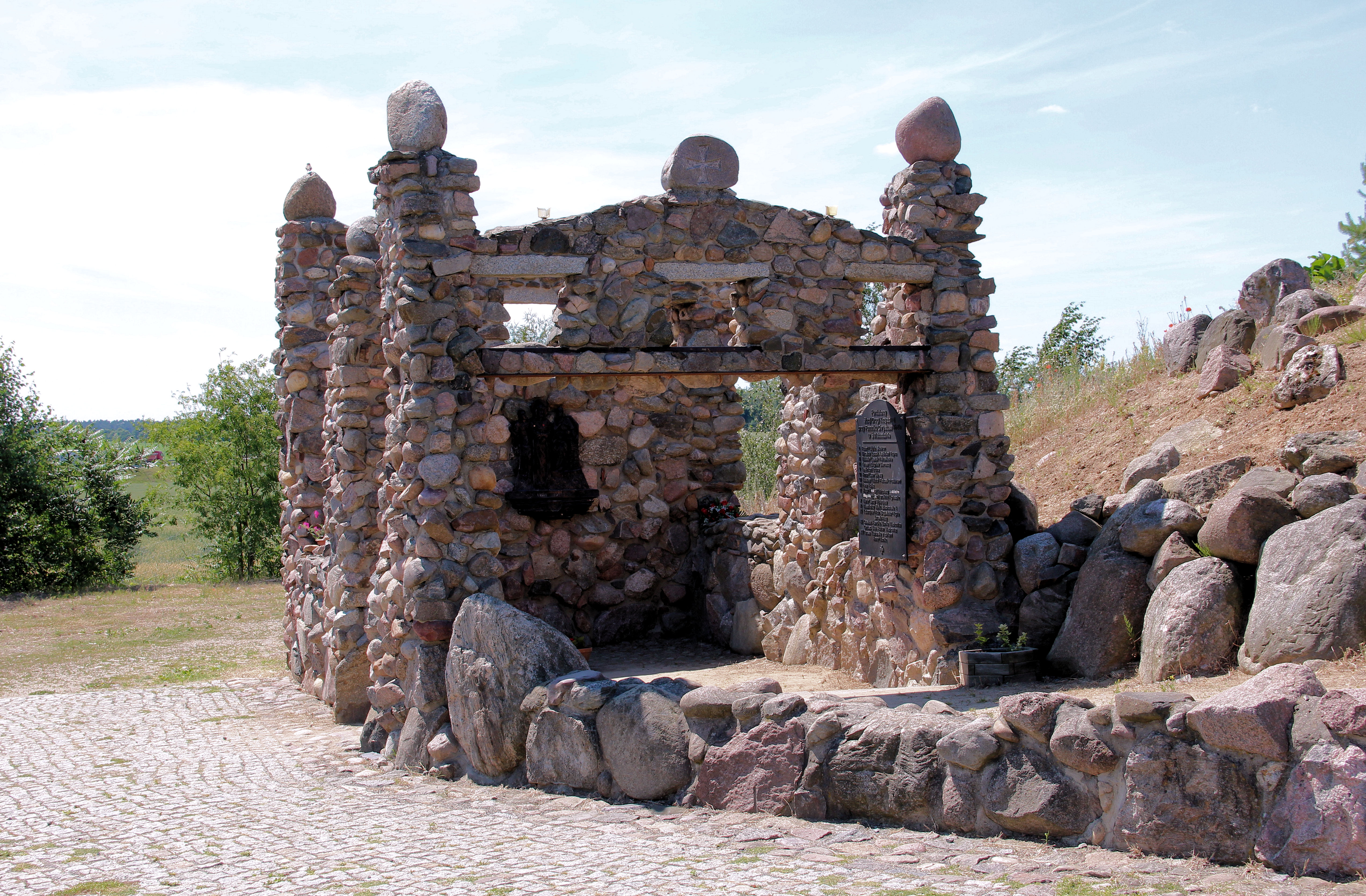
Eine kleine Steinkapelle befindet sich hinter der Statue
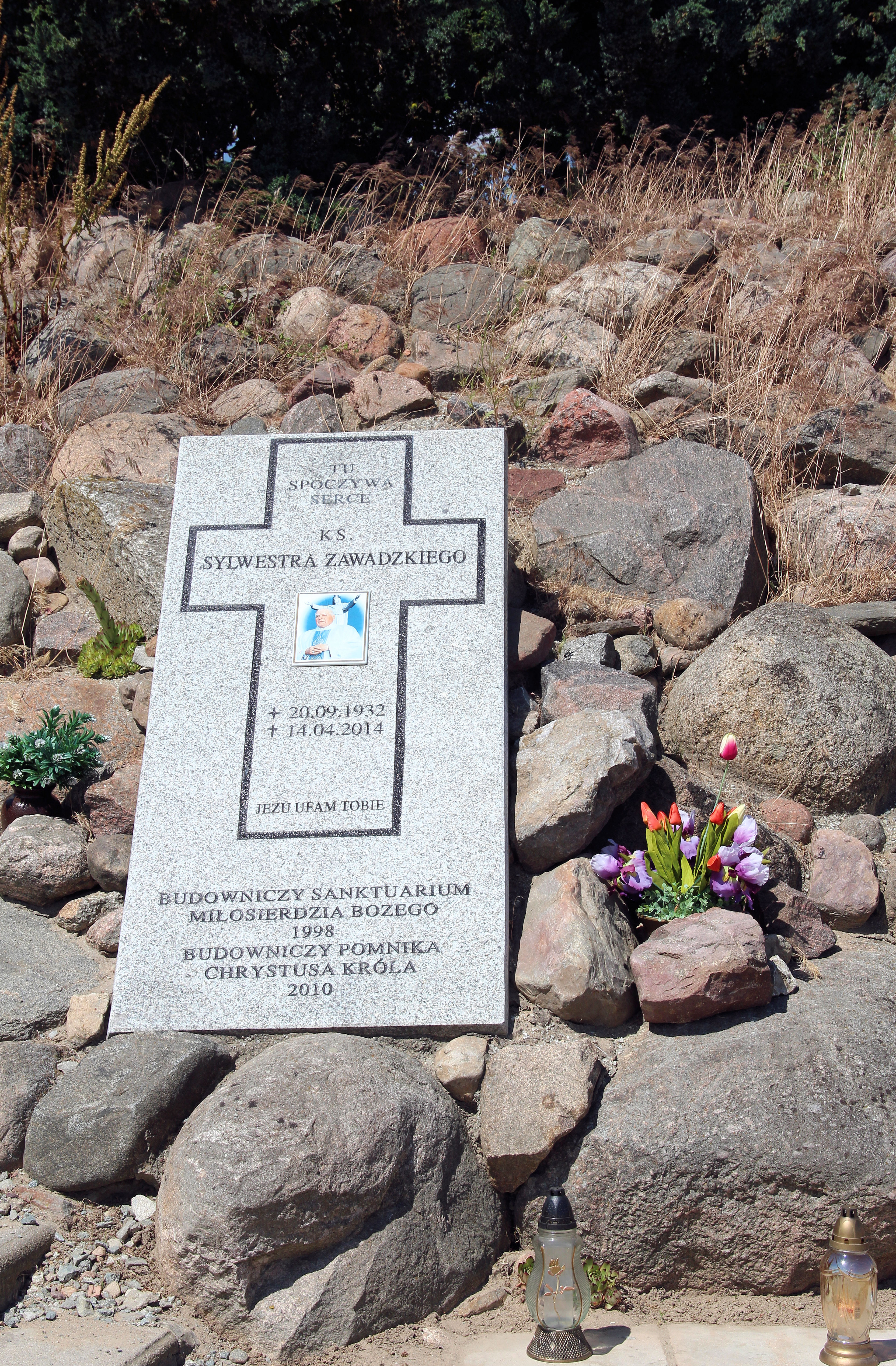
Am Fundamenthügel wurde das Herz von Prälat Sylwester Zawadzki beigesetzt
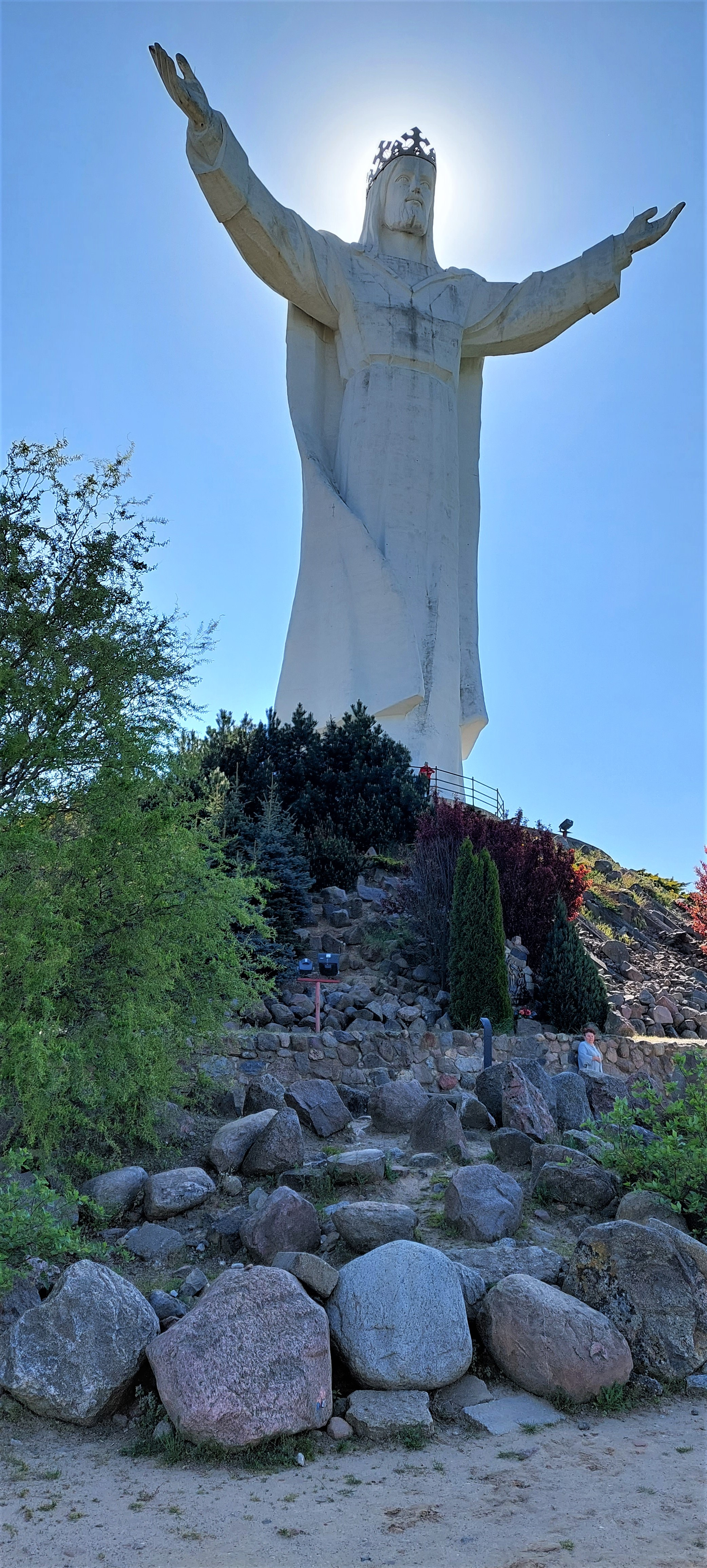
Blick von der Statue auf Świebodzin, Mai 2023
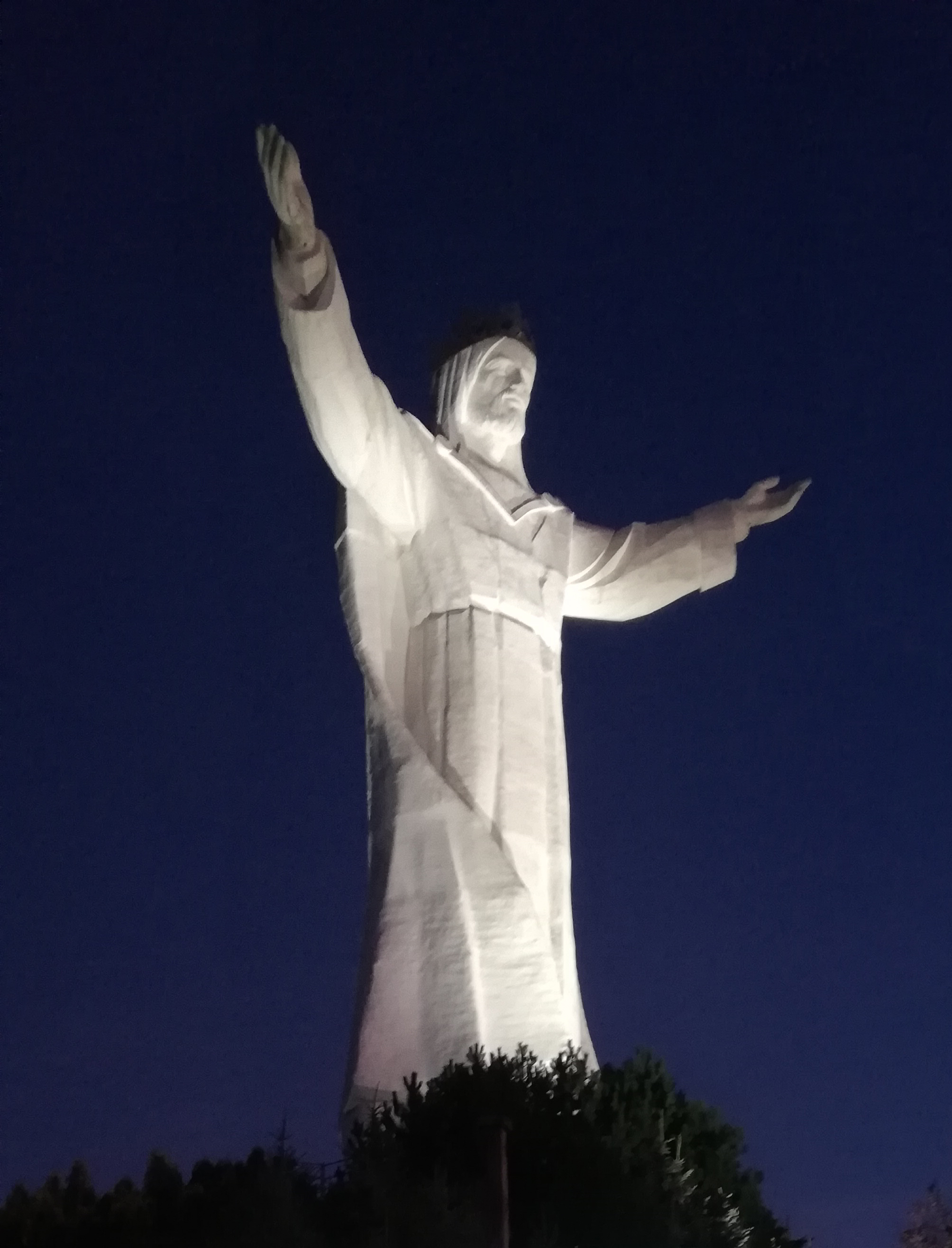
Christkönig-Statue bei Nacht, Nov 2024